# Polleniopsis zhejianga
Polleniopsis zhejianga är en tvåvingeart som beskrevs av Xue 1995. Polleniopsis zhejianga ingår i släktet Polleniopsis och familjen spyflugor.
Artens utbredningsområde är Zhejiang (Kina). Inga underarter finns listade i Catalogue of Life.